# Juli Teòdot
Juli Teòdot (grec antic: Θεὸδοτος, llatí: Julius Theodotus) va ser un sofista i retòric grec que va florir en temps de Marc Aureli, al segle ii.
Va ser deixeble de Lol·lià i d'Herodes Àtic, dels quals posteriorment va ser rival. Va ensenyar retòrica a Atenes, nomenat com a mestre per l'emperador, de qui va rebre deu mil dracmes com a remuneració. La seva vida és relatada per Filostrat a l'obra Βίοι Σοφιστῶν (Vides dels sofistes).